# Malindo Air
Malindo Air — малайзийская авиакомпания. Дочерняя компания Indonesian Lion Air Group.
Подразделение перевозчика Malindo Air первым в мире начало эксплуатацию Boeing 737 MAX. 22 мая 2017 года состоялся первый коммерческий рейс на этом типе воздушного судна.

## История
Авиакомпания начала выполнять полёты в марте 2013 года.
В первый год работы на рейсах авиакомпании было перевезено 900 тысяч пассажиров, а в 2016 году уже 5,6 миллионов.
В 2016 году Malindo Air подписала интерлайн-соглашение с Qatar Airways и Turkish Airlines.
В 2017 году авиакомпания планировала сменить название на Batik Air Malaysia, чтобы сделать акцент на международных перевозках, связанных с индонезийской авиакомпанией Batik Air.

## Флот
На август 2018 год флот авиакомпании включал в себя:
| Тип ВС           | Эксплуатируется | Заказано | Вместимость | Вместимость | Вместимость | Примечания                                                             |
| Тип ВС           | Эксплуатируется | Заказано | C           | Y           | Всего       | Примечания                                                             |
| ---------------- | --------------- | -------- | ----------- | ----------- | ----------- | ---------------------------------------------------------------------- |
| ATR 72-600       | 17              | —        | —           | 72          | 72          |                                                                        |
| Boeing 737-800   | 23              | 17       | 12          | 150         | 162         | Часть самолётов в ливрее Batik Air. 1 борт в аренду взяла Fiji Airways |
| Boeing 737-900ER | 6               | 9        | 12          | 168         | 180         |                                                                        |
| Total            | 42              | 26       |             |             |             |                                                                        |

- ATR-72 (9M-LMU)
- Boeing 737-800 (9M-LNP)
- Boeing 737-900 (9M-LNG)
- Boeing 737-800 (9M-LNC) в ливрее Batik Air

## Инциденты и происшествия
- В январе 2019 года бортпроводник авиакомпании Malindo Air пытался перевезти героин и метамфетамин в Австралию и был арестован[12].